# Idris Elba
Idrissa Akuna Elba, noto anche come DJ Big Driis e Big Driis the Londoner, detto Idris (Londra, 6 settembre 1972), è un attore, produttore cinematografico e disc jockey britannico.
Ha recitato nella serie televisiva Luther, parte per la quale ha vinto un Golden Globe. Nel 2016 vince lo Screen Actors Guild Award come miglior attore non protagonista per il film Beasts of No Nation, venendo candidato per la stessa categoria anche ai Premi BAFTA e ai Golden Globe.

## Biografia
Nato e cresciuto a Hackney, figlio unico di madre ghanese e padre originario della Sierra Leone, fin da adolescente ebbe aspirazioni artistiche e grazie all'aiuto dello zio iniziò ad esibirsi come disc jockey, suonando ai matrimoni; successivamente con un gruppo di amici fondò un collettivo di giovani disc jockey. Dopo aver vinto un concorso, a sedici anni entrò al National Youth Music Theatre. Negli anni seguenti, suonò come DJ nei club londinesi con lo pseudonimo di DJ Big Driis e continuò a coltivare le sue aspirazioni attoriali sottoponendosi a numerose audizioni.

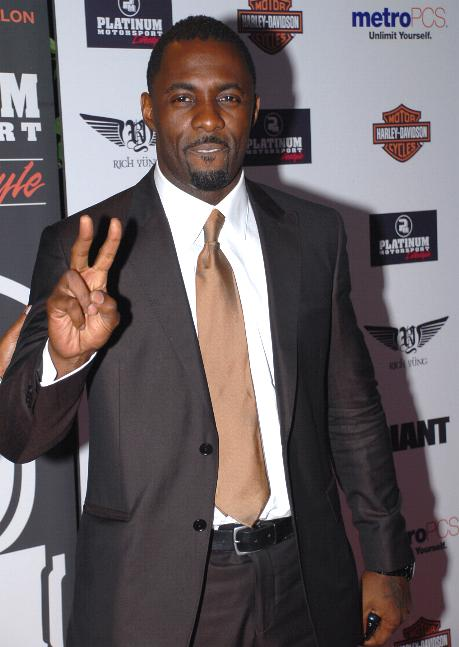
Idris Elba agli American Music Award del 2007.

Negli anni novanta, iniziò a lavorare per svariate produzioni televisive britanniche, come Absolutely Fabulous, Ultraviolet e Dangerfield. Nel 2001 lavorò negli Stati Uniti nel film Buffalo Soldiers, ritratto di soldati americani di stanza in Germania, poco prima della caduta del muro di Berlino nel 1989. Apparve in videoclip per artisti come Angie Stone e Fat Joe e continuò la sua permanenza negli Stati Uniti, partecipando ad un episodio di Law & Order - I due volti della giustizia; dopodiché, entra nel cast della serie televisiva The Wire, dove dal 2002 al 2004 interpretò il personaggio di Russell "Stringer" Bell.
Nel 2006 Elba registrò un EP contenente cinque canzoni e co-produsse e partecipò all'intro dell'album di Jay-Z American Gangster. Nel maggio del 2007, fu inserito dalla rivista People tra le 100 persone più belle del mondo. Cinematograficamente parlando, il 2007 fu un anno importante: dopo aver partecipato al film di Tyler Perry Daddy's Little Girls, recitò al fianco di Hilary Swank ne I segni del male e interpretò il Generale Stone nel film 28 settimane dopo. Sempre nel 2007, recitò in American Gangster di Ridley Scott, nei panni di un boss mafioso.
Nel 2008 recitò negli horror Che la fine abbia inizio e Il mai nato, fece parte del nutrito cast di RocknRolla di Guy Ritchie e fu protagonista, al fianco della cantante Beyoncé Knowles, del thriller Obsessed. Nel 2009, dopo aver partecipato a sette episodi di The Office, ottenne ruoli importanti nei film Takers e The Losers, usciti nel 2010. Da settembre 2009, Elba iniziò a lavorare in una serie televisiva della BBC, intitolata Luther, in onda dal 4 maggio 2010 su BBC One, dove interpreta la parte del protagonista, il detective John Luther, ricoprendo il ruolo fino alla fine della serie nel 2015.
Dal 2011 al 2022 prese parte alla saga del Marvel Cinematic Universe nel film Thor, in cui interpretò Heimdall, ricoprendo lo stesso ruolo nei film Thor: The Dark World, Avengers: Age of Ultron, Thor: Ragnarok, Avengers: Infinity War e nella scena dopo i titoli di coda del film Thor: Love and Thunder. Nel novembre 2012, Elba comparve nel video dei Mumford & Sons Lover Of The Light, secondo singolo estratto dall'album Babel. Nel 2014 prese parte al programma #IdrisElbaNoLimits (in Italia trasmesso da DMAX), in cui Elba partecipò a varie competizioni sportive (rally, volo acrobatico, ecc.), nonostante ebbe solo poche settimane di allenamento.
Nel 2015 Elba fece parte del cast di Beasts of No Nation, diretto da Cary Fukunaga, incentrato sulla vita dei bambini soldato nigeriani sfruttati dai signori della guerra locali. Per il ruolo interpretato, vinse lo Screen Actors Guild Award come miglior attore non protagonista e fu anche nominato per la stessa categoria anche ai Premi BAFTA e ai Golden Globe. Nel 2016 Elba fu scritturato dalla Disney per prendere parte al remake in live-action dell'omonimo e celebre classico Disney, Il libro della giungla, diretto da Jon Favreau; Elba prestò la voce al feroce e spietato antagonista della storia, la tigre Shere Khan. Sempre nel 2016, doppiò il personaggio del Capitano Bogo nel film d'animazione Zootropolis e il tricheco Fluke nel film Disney-Pixar Alla ricerca di Dory, sequel di Alla ricerca di Nemo. Lo stesso anno interpretò il malvagio alieno Krall nel film Star Trek Beyond.
L'anno successivo, fu presente nel cast di due film presentati al Toronto Film Festival; Il domani tra di noi, dove recitò accanto a Kate Winslet. La pellicola narra la storia di due estranei che, in seguito a un tragico incidente aereo, uniscono le loro forze per sopravvivere alle condizioni estreme di un massiccio montuoso innevato e lontano dalla civiltà. La seconda pellicola fu Molly's Game, dove interpretò il ruolo dell'avvocato Charlie Jaffey, impegnato a difendere Molly Bloom, una giovane sciatrice olimpica arrestata dall'FBI, in quanto ingiustamente accusata di collaborare con varie organizzazioni criminali.
A novembre 2018, venne eletto Uomo più sexy al mondo dalla rivista People. Nel 2019 la cantante statunitense Taylor Swift incluse un estratto di un'intervista a Elba nella traccia London Boy, contenuta all'interno dall'album Lover.
Ad aprile 2019, fu scelto per interpretare il ruolo di Bloodsport nel film del DC Extended Universe The Suicide Squad - Missione suicida, diretto da James Gunn, tratto dall'omonimo fumetto DC Comics. Nell'agosto 2021, ottenne per la prima volta la voce di Knuckles the Echidna nel sequel di Sonic - Il film, diretto da Jeff Fowler, previsto nelle sale nell'aprile 2022, doppiaggio che ha poi ripreso nei film Sonic 3 - Il film (2024) e Sonic 4 - Il film (2027), e nella miniserie televisiva Knuckles (2023).
Nel settembre 2023 presta voce e volto al personaggio di Solomon Reed, presente nell'espansione del videogioco Cyberpunk 2077 Phantom Liberty. 
Nel 2024 è stato uno dei protagonisti maschili del celebre Calendario Pirelli .
Nel 2025 partecipa al doppiaggio del film d'animazione Fixed - Un'ultima avventura, prodotto da Netflix.

## Vita privata
Dal 1999 al 2003, fu sposato con la truccatrice e imprenditrice Hanne "Kim" Nørgaard. La coppia ebbe una figlia, Isan, nata nel 2002. Nel 2006 fu brevemente sposato con l'avvocata Sonya Nicole Hamlin. Nel 2014, durante la sua relazione con la stilista Naiyana Garth, nacque suo figlio Winston. Il 26 aprile 2019 sposò la modella Sabrina Dhowre a Marrakech.

## Filmografia

### Attore

#### Cinema
- Belle maman, regia di Gabriel Aghion (1999)
- Sorted, regia di Alexander Jovy (2000)
- Buffalo Soldiers, regia di Gregor Jordan (2001)
- One Love, regia di Rick Elgood e Don Letts (2003)
- Accadde in aprile (Sometimes in April), regia di Raoul Peck (2005)
- The Gospel, regia di Rob Hardy (2005)
- Daddy's Little Girls, regia di Tyler Perry (2007)
- I segni del male (The Reaping), regia di Stephen Hopkins (2007)
- 28 settimane dopo (28 Weeks Later), regia di Juan Carlos Fresnadillo (2007)
- American Gangster, regia di Ridley Scott (2007)
- This Christmas - Natale e altri guai (This Christmas), regia di Preston A. Whitmore II (2007)
- Che la fine abbia inizio (Prom Night), regia di Nelson McCormick (2008)
- RocknRolla, regia di Guy Ritchie (2008)
- The Human Contract, regia di Jada Pinkett Smith (2008)
- Il mai nato (The Unborn), regia di David S. Goyer (2009)
- Obsessed, regia di Steve Shill (2009)
- Takers, regia di John Luessenhop (2010)
- Legacy, regia di Thomas Ikimi (2010)
- The Losers, regia di Sylvain White (2010)
- Thor, regia di Kenneth Branagh (2011) –  Heimdall
- Ghost Rider - Spirito di vendetta (Ghost Rider: Spirit of Vengeance), regia di Mark Neveldine e Brian Taylor (2012)
- Prometheus, regia di Ridley Scott (2012)
- Pacific Rim, regia di Guillermo del Toro (2013)
- Thor: The Dark World, regia di Alan Taylor (2013) –  Heimdall
- Mandela - La lunga strada verso la libertà (Long Walk to Freedom), regia di Justin Chadwick (2013)
- Ossessione omicida (No Good Deed), regia di Sam Miller (2014)
- Second Coming, regia di Debbie Tucker Green (2014)
- Avengers: Age of Ultron, regia di Joss Whedon (2015) –  Heimdall
- The Gunman, regia di Pierre Morel (2015)
- Beasts of No Nation, regia di Cary Fukunaga (2015)
- Bastille Day - Il colpo del secolo (Bastille Day), regia di James Watkins (2016)
- 100 Streets, regia di Jim O'Hanlon (2016)
- Star Trek Beyond, regia di Justin Lin (2016)
- La torre nera (The Dark Tower), regia di Nikolaj Arcel (2017)
- Thor: Ragnarok, regia di Taika Waititi (2017) –  Heimdall
- Il domani tra di noi (The Mountain Between Us), regia di Hany Abu-Assad (2017)
- Molly's Game, regia di Aaron Sorkin (2017)
- Avengers: Infinity War, regia di Anthony e Joe Russo (2018) –  Heimdall
- Fast & Furious - Hobbs & Shaw (Fast & Furious Presents: Hobbs & Shaw), regia di David Leitch (2019)
- Cats, regia di Tom Hooper (2019)
- Concrete Cowboy, regia di Ricky Staub (2020)
- The Suicide Squad - Missione suicida (The Suicide Squad), regia di James Gunn (2021) – Bloodsport
- The Harder They Fall, regia di Jeymes Samuel (2021)
- Tremila anni di attesa (Three Thousand Years of Longing), regia di George Miller (2022)
- Thor: Love and Thunder, regia di Taika Waititi (2022) – Heimdall – cameo
- Beast, regia di Baltasar Kormákur (2022)
- Luther: Verso l'inferno (Luther: The Fallen Sun), regia di Jamie Payne (2023)
- Tyler Rake 2 (Extraction II), regia di Sam Hargrave (2023)
- Capi di Stato in fuga (Heads of State), regia di Il'ja Najšuller (2025)

#### Televisione
- 2point4 Children – serie TV, 1 episodio (1994)
- Space Precinct – serie TV, 1 episodio (1994)
- Absolutely Fabulous – serie TV, 1 episodio (1995)
- Crocodile Shoes II – serie TV (1996)
- Insiders – serie TV, 6 episodi (1997)
- Family Affairs – serie TV, 4 episodi (1997-1998)
- Ultraviolet – miniserie TV, 6 episodi (1998)
- Dangerfield – serie TV, 12 episodi (1999)
- In Defence – serie TV, 1 episodio (2000)
- Law & Order - I due volti della giustizia (Law & Order: Special Victims Unit) – serie TV, 1 episodio (2001)
- The Inspector Lynley Mysteries – serie TV, 1 episodio (2002)
- CSI: Miami – serie TV, 1 episodio (2003)
- Soul Food – serie TV, 1 episodio (2003)
- The Wire – serie TV, 37 episodi (2002-2004)
- Girlfriends – serie TV, 1 episodio (2005)
- Accadde in aprile (Sometimes in April), regia di Raoul Peck – film TV (2005)
- The No. 1 Ladies' Detective Agency – serie TV, 1 episodio (2008)
- The Office – serie TV, 7 episodi (2009)
- The Big C – serie TV, 4 episodi (2010)
- Luther – serie TV, 20 episodi (2010-2019)
- Guerrilla – miniserie TV, 4 episodi (2017)
- Idris Elba: Fighter – miniserie TV, 3 episodi (2017)
- Turn Up Charlie – serie TV, 8 episodi (2019)
- Hijack – Sette ore in alta quota – serie TV, 7 episodi (2023)

### Doppiatore
- Zootropolis (Zootopia), regia di Rich Moore e Byron Howard (2016)
- Il libro della giungla (The Jungle Book), regia di Jon Favreau (2016) – Shere Khan
- Alla ricerca di Dory (Finding Dory), regia di Andrew Stanton e Angus MacLane (2016)
- Alla ricerca di Dory - Interviste al parco oceanografico (Finding Dory: Marine Life Interviews), regia di Ross Stevenson - cortrometraggio (2016)
- Il coronavirus in poche parole (Coronavirus, Explained) – documentario (2020)
- Monsters & Co. la serie - Lavori in corso! (Monsters at Work) - serie animata, 1 episodio (2021)
- Sonic 2 - Il film (Sonic the Hedgehog 2), regia di Jeff Fowler (2022) – Knuckles
- Sonic Drone Home, regia di David Nelson – cortometraggio (2022)
- Il bambino, la talpa, la volpe e il cavallo (The Boy, the Mole, the Fox and the Horse), regia di Peter Baynton e Charlie Mackesy (2022)
- Cyberpunk 2077 Phantom Liberty (Solomon Reed), regia di CDProjekt RED (2023)
- What If...? - serie animata, episodio 2x07 (2023)  – Heimdall
- Knuckles – miniserie televisiva (2024) – Knuckles
- A Very Sonic Christmas, regia di David H. Brooks – cortometraggio (2024)
- Sonic 3 - Il film (Sonic the Hedgehog 3), regia di Jeff Fowler (2024) – Knuckles

### Regista
- Yardie (2018)

### Produttore
- Legacy, regia di Thomas Ikimi (2010)
- Demons Never Die, regia di Arjun Rose (2011)
- Ossessione omicida (No Good Deed), regia di Sam Miller (2014)
- Beasts of No Nation, regia di Cary Fukunaga (2015)
- Luther – serie TV, 16 episodi (2010-2015)
- Yardie, regia di Idris Elba (2018)
- Turn Up Charlie – serie TV, 8 episodi (2019)
- Concrete Cowboy, regia di Ricky Staub (2020)

## Discografia

### Album in studio
- 2014 - Mi Mandela
- 2015 - Murdah Loves John

## Riconoscimenti
- Golden Globe
  - 2011 – Candidatura per il miglior attore in una mini-serie o film per la televisione per Luther
  - 2012 – Miglior attore in una mini-serie o film per la televisione per Luther
  - 2014 – Candidatura per il miglior attore in un film drammatico per Mandela – La lunga strada verso la libertà
  - 2014 – Candidatura per il miglior attore in una mini-serie o film per la televisione per Luther
  - 2016 – Candidatura per il Miglior attore non protagonista per Beasts of No Nation[8][21]
  - 2016 – Candidatura per il Miglior attore in una mini-serie o film per la televisione per Luther

- British Academy Film Awards
  - 2016 – Candidatura per il miglior attore non protagonista per Beasts of No Nation[7]

- Independet Spirit Awards
  - 2016 – Miglior attore non protagonista per Beasts of No Nation

- Premio Emmy
  - 2011 – Candidatura per il miglior attore in una miniserie o film TV per Luther
  - 2011 – Candidatura per il miglior attore guest star in una serie TV commedia per The Big C
  - 2012 – Candidatura per il miglior attore in una miniserie o film TV per Luther
  - 2014 – Candidatura per il miglior attore in una miniserie o film TV per Luther
  - 2016 – Candidatura per il miglior attore in una miniserie o film TV per Luther

- Screen Actors Guild Award
  - 2008 – Candidatura per il miglior cast cinematografico per American Gangster
  - 2016 – Miglior attore non protagonista per Beasts of No Nation[6]
  - 2016 – Miglior attore in un film televisivo o mini-serie per Luther
  - 2016 – Candidatura per il miglior cast cinematografico per Beasts of No Nation

## Doppiatori italiani
Nelle versioni in italiano delle opere in cui ha recitato, Idris Elba è stato doppiato da:
- Alberto Angrisano in The Wire, RocknRolla, The Losers, Thor, Pacific Rim, Thor: The Dark World, Ossessione omicida, Avengers: Age of Ultron, La torre nera, Thor: Ragnarok, Avengers: Infinity War, Fast & Furious - Hobbs & Shaw, Concrete Cowboy, The Suicide Squad - Missione Suicida, The Harder They Fall, Tremila anni di attesa, Thor: Love and Thunder,  Beast, Luther: verso l'inferno, Tyler Rake 2, Hijack - Sette ore in alta quota, Capi di Stato in fuga
- Roberto Draghetti in American Gangster, Il mai nato, Luther, Ghost Rider - Spirito di vendetta, Prometheus, The Gunman, Beasts of No Nation, Bastille Day - Il colpo del secolo, 100 Streets, Star Trek Beyond, Turn Up Charlie
- Luca Ward in Che la fine abbia inizio, The Big C, Mandela - La lunga strada verso la libertà, Molly's Game
- Franco Mannella in Law & Order - I due volti della giustizia, Il domani tra di noi
- Pierluigi Astore in CSI: Miami
- Roberto Pedicini in Accadde in aprile
- Simone Mori in The Gospel
- Angelo Maggi ne I segni del male
- Antonio Palumbo in 28 settimane dopo
- Francesco Pannofino in This Christmas - Natale e altri guai
- Loris Loddi in Obsessed
- Massimo Bitossi in Takers
- Andrea Lavagnino in Cats

Da doppiatore è stato sostituito da:
- Maurizio Merluzzo in Sonic 2 - Il film, Knuckles, Sonic 3 - Il film
- Alberto Angrisano ne Il bambino, la talpa, la volpe e il cavallo, Cyberpunk 2077, What If...?
- Stefano De Sando in Alla ricerca di Dory, Alla ricerca di Dory - Interviste al parco oceanografico
- Roberto Fidecaro in Zootropolis
- Alessandro Rossi ne Il libro della giungla
- Roberto Draghetti ne Il coronavirus in poche parole
- Dario Oppido in Fixed - Un'ultima avventura